# Chlorissa attenuata
Chlorissa attenuata là một loài bướm đêm trong họ Geometridae.